# Willi Dreßen
Willi Dreßen (* 1935 in Eschweiler) ist ein deutscher Staatsanwalt und war von 1996 bis 2000 Leiter der Zentralen Stelle der Landesjustizverwaltungen zur Aufklärung nationalsozialistischer Verbrechen in Ludwigsburg.

## Leben
Dreßen studierte an den Universitäten Köln und Bonn Rechtswissenschaften. Er arbeitete von 1967 bis zu seiner Pensionierung 2000 als Staatsanwalt bei der Zentralen Stelle zur Aufklärung nationalsozialistischer Verbrechen in Ludwigsburg, ab 1985 als Stellvertreter des Behördenchefs und von 1996 bis 2000 als Leiter der Zentralen Stelle.
Dreßen trat auch mit Fachveröffentlichungen hervor, die auf den Dokumentenunterlagen der Ludwigsburger Zentralstelle basieren. Den größten Verbreitungsgrad fand seine zusammen mit Ernst Klee publizierte Dokumentensammlung „Schöne Zeiten“. Judenmord aus der Sicht der Täter und Gaffer.
Bei seiner Verabschiedung in den Ruhestand im Jahr 2000 zeigte sich Dreßen enttäuscht, dass nach über dreißig Jahren eigener staatsanwaltschaftlicher Tätigkeit in der Ludwigsburger Behörde zwar über 100.000 Vorermittlungsverfahren durchgeführt wurden, es aber nur zu 6.500 Verurteilungen von NS-Tätern kam.
2006 erhielt Willi Dreßen mit dem Verdienstorden des Landes Baden-Württemberg die höchste Auszeichnung des Landes Baden-Württemberg.

## Publikationen (Auswahl)
- mit Ernst Klee: „Gott mit uns“. Der deutsche Vernichtungskrieg im Osten 1939–1945. S. Fischer, Frankfurt am Main 1989, ISBN 3-10-039305-8.
- mit Volker Rieß: Ausbeutung und Vernichtung. Gesundheitspolitik im Generalgouvernement. In: Norbert Frei (Hrsg.) Medizin und Gesundheitspolitik in der NS-Zeit. R. Oldenbourg Verlag, München 1991 (= Schriften der Vierteljahrshefte für Zeitgeschichte. Sondernummer), ISBN 3-486-64534-X, S. 157–171.
- Der Holocaust in der Slowakei und die deutsche Justiz. In: Jahrbuch für Antisemitismusforschung. Band 7. Herausgegeben von Wolfgang Benz. Campus, Frankfurt am Main 1992, S. 93–102.
- Probleme und Erfahrungen der Ermittler bei der Aufklärung von NS Gewaltverbrechen. In: Archiv für Polizeigeschichte. 1994, S. 75–83.
- Die bundesrepublikanische Rechtsprechung in Sachen NS-„Euthanasie“. In: Christoph Kopke (Hrsg.): Medizin und Verbrechen. Klemm und Oelschläger. Ulm 2001, ISBN 3-932577-32-9, S. 288–299.